# The Sea Nymphs
The Sea Nymphs, também conhecido nos Estados Unidos como His Diving Beauty, é um curta-metragem mudo norte-americano de 1914, do gênero comédia, dirigido por Roscoe Arbuckle.